# Veszprém (župa)
Veszprém (maďarsky Veszprém vármegye) je župa v západním Maďarsku, pojmenovaná podle svého střediska města Veszprému. Rozkládá se severně od jezera Balaton a jejím středem se táhne nízké pohoří Bakoňský les. Župa má rozlohu 4613 km² a žije v ní přibližně 335 tisíc obyvatel. Sousedí se župou Győr-Moson-Sopron na severu, Komárom-Esztergom na severovýchodě, Fejér na východě, Somogy na jihu (převážně vodní hranice po Balatonu), Zala na jihozápadě a Vas na západě.
Župa se zachovala od středověku bez podstatných změn, pouze po druhé světové válce k ní byl přičleněn celý severní břeh Balatonu (na úkor župy Zala).
Veszprémská župa patří mezi turisticky nejatraktivnější oblasti Maďarska, a to díky pobřeží Balatonu s Tihaňským poloostrovem a množstvím vinic, zachovalému historickému městu Veszprém a romantické krajině Bakoňského lesa. Zároveň jde, díky zdejším nalezištím bauxitu, také o těžiště maďarského hliníkárenského průmyslu.

## Okresy
- Okres Ajka (Ajka)
- Okres Balatonalmádi (Balatonalmádi)
- Okres Balatonfüred (Balatonfüred)
- Okres Devecser (Devecser)
- Okres Pápa (Pápa)
- Okres Sümeg (Sümeg)
- Okres Tapolca (Tapolca)
- Okres Várpalota (Várpalota)
- Okres Veszprém (Veszprém)
- Okres Zirc (Zirc)

## Obce
Zde jsou uvedeny obce v župě Veszprém. Města jsou označena tučně, obce se statusem nagyközség kurzívou. Nachází se zde celkem 199 obcí, 15 měst a 3 obce se statusem nagyközség.
- Adásztevel
- Adorjánháza
- Ajka
- Alsóörs
- Apácatorna
- Aszófő
- Ábrahámhegy
- Badacsonytomaj
- Badacsonytördemic
- Bakonybél
- Bakonyjákó
- Bakonykoppány
- Bakonynána
- Bakonyoszlop
- Bakonypölöske
- Bakonyság
- Bakonyszentiván
- Bakonyszentkirály
- Bakonyszücs
- Bakonytamási
- Balatonakali
- Balatonakarattya
- Balatonalmádi
- Balatoncsicsó
- Balatonederics
- Balatonfőkajár
- Balatonfüred
- Balatonfűzfő
- Balatonhenye
- Balatonkenese
- Balatonrendes
- Balatonszepezd
- Balatonszőlős
- Balatonudvari
- Bánd
- Barnag
- Bazsi
- Béb
- Békás
- Berhida
- Bodorfa
- Borszörcsök
- Borzavár
- Csabrendek
- Csajág
- Csehbánya
- Csesznek
- Csetény
- Csopak
- Csót
- Csögle
- Dabronc
- Dabrony
- Dáka
- Devecser
- Doba
- Döbrönte
- Dörgicse
- Dudar
- Egeralja
- Egyházaskesző
- Eplény
- Farkasgyepű
- Felsőörs
- Ganna
- Gecse
- Gic
- Gógánfa
- Gyepükaján
- Gyulakeszi
- Hajmáskér
- Halimba
- Hárskút
- Hegyesd
- Hegymagas
- Herend
- Hetyefő
- Hidegkút
- Homokbödöge
- Hosztót
- Iszkáz
- Jásd
- Kamond
- Kapolcs
- Karakószörcsök
- Káptalanfa
- Káptalantóti
- Kemeneshőgyész
- Kemenesszentpéter
- Kerta
- Kékkút
- Királyszentistván
- Kisapáti
- Kisberzseny
- Kiscsősz
- Kislőd
- Kispirit
- Kisszőlős
- Kolontár
- Köveskál
- Kővágóörs
- Kup
- Külsővat
- Küngös
- Lesencefalu
- Lesenceistvánd
- Lesencetomaj
- Litér
- Lovas
- Lovászpatona
- Lókút
- Magyargencs
- Magyarpolány
- Malomsok
- Marcalgergelyi
- Marcaltő
- Márkó
- Megyer
- Mencshely
- Mezőlak
- Mihályháza
- Mindszentkálla
- Monostorapáti
- Monoszló
- Nagyacsád
- Nagyalásony
- Nagydém
- Nagyesztergár
- Nagygyimót
- Nagypirit
- Nagytevel
- Nagyvázsony
- Nemesgörzsöny
- Nemesgulács
- Nemeshany
- Nemesszalók
- Nemesvita
- Nemesvámos
- Németbánya
- Noszlop
- Nóráp
- Nyárád
- Nyirád
- Olaszfalu
- Oroszi
- Óbudavár
- Öcs
- Örvényes
- Öskü
- Ősi
- Paloznak
- Pápa
- Pápadereske
- Pápakovácsi
- Pápasalamon
- Pápateszér
- Papkeszi
- Pécsely
- Pénzesgyőr
- Pétfürdő
- Porva
- Pula
- Pusztamiske
- Raposka
- Révfülöp
- Rigács
- Salföld
- Sáska
- Somlójenő
- Somlószőlős
- Somlóvásárhely
- Somlóvecse
- Sóly
- Sümeg
- Sümegprága
- Szápár
- Szentantalfa
- Szentbékkálla
- Szentgál
- Szentimrefalva
- Szentjakabfa
- Szentkirályszabadja
- Szigliget
- Szőc
- Tagyon
- Takácsi
- Taliándörögd
- Tapolca
- Tés
- Tihany
- Tótvázsony
- Tüskevár
- Ugod
- Ukk
- Uzsa
- Úrkút
- Vanyola
- Vaszar
- Várkesző
- Városlőd
- Várpalota
- Vászoly
- Veszprém
- Veszprémfajsz
- Veszprémgalsa
- Vid
- Vigántpetend
- Vilonya
- Vinár
- Vöröstó
- Zalaerdőd
- Zalagyömörő
- Zalahaláp
- Zalameggyes
- Zalaszegvár
- Zánka
- Zirc